# ولکانوف (ناحیه هاولیتشکوف برود)
ولکانوف (به چکی: Vlkanov) یک منطقهٔ مسکونی در جمهوری چک است که در ناحیه هاولیتشکوف برود واقع شده‌است. ولکانوف ۲٫۷۱ کیلومتر مربع مساحت و ۵۲ نفر جمعیت دارد و ۵۱۳ متر بالاتر از سطح دریا واقع شده‌است.